# Nicolae Botea (general)
Nicolae Botea (n. 30 ianuarie 1862 - d. ?) a fost unul dintre generalii Armatei României din Primul Război Mondial. 
A îndeplinit funcții de comandant de brigadă și de divizie în campania anului 1916.

## Cariera militară
După absolvirea școlii militare de ofițeri cu gradul de sublocotenent, Nicolae Botea a ocupat diferite poziții în cadrul unităților de cavalerie sau în eșaloanele superioare ale armatei, cele mai importante fiind cele de comandant al Regimentului 8 Roșiori și al Brigăzii 4 Roșiori.
În perioada Primului Război Mondial a îndeplinit funcția de comandant al Diviziei 1 Cavalerie, în perioada 25 septembrie /8 octombrie - 17/ 30 noiembrie 1916.

## Decorații
- Ordinul „Steaua României”, în grad de ofițer (1913)
- Ordinul „Coroana României”, în grad de ofițer (1910)
- Medalia „Bărbăție și Credință” cu distincția „Campania din 1913” (1913)[1]:p. 432